# Antonina Zetova
Antonina Zetova est une ancienne joueuse bulgare de volley-ball née le 17 septembre 1973 à Pleven. Elle mesure 1,90 m et jouait au poste d'attaquante.

## Clubs
| Club                | De        | À         |
| ------------------- | --------- | --------- |
| CSKA Sofia          | 1989-1990 | 1994-1995 |
| Eczacıbaşı Istanbul | 1995-1996 | 1995-1996 |
| Ankara Vakıfbank    | 1996-1997 | 1997-1998 |
| Volley Modena       | 1998-1999 | 1999-2000 |
| Volley Bergamo      | 2000-2001 | 2000-2001 |
| Volley Modena       | 2001-2002 | 2001-2002 |
| Eczacıbaşı Istanbul | 2002-2003 | 2002-2003 |
| Chieri Volley       | 2003-2004 | 2004-2005 |
| Sirio Perugia       | 2005-2006 | 2006-2007 |
| Palma Volley        | 2008-2009 | 2008-2009 |
| Sirio Perugia       | 2009-2010 | 2009-2010 |
| Chieri Volley Club  | 2010-2011 | 2011-2012 |

## Palmarès

### Équipe nationale
- Ligue européenne
  - Finaliste : 2010.

### Clubs
- Ligue des champions (1)
  - Vainqueur : 2006.
  - Finaliste : 1998.
- Top Teams Cup
  - Vainqueur : 2005.
- Coupe de la CEV (2)
  - Vainqueur : 2002, 2007.
- Championnat de Bulgarie
  - Vainqueur : 1991, 1992, 1993, 1995.
- Coupe de Bulgarie
  - Vainqueur : 1993, 1995.
- Championnat d'Italie (2)
  - Vainqueur : 2000, 2007.
- Coupe d'Italie (2)
  - Vainqueur : 2002, 2007.
  - Finaliste : 2000, 2001.
- Championnat de Turquie (3)
  - Vainqueur : 1997, 1998, 2003.
- Coupe de Turquie (3)
  - Vainqueur : 1997, 1998, 2003.

### Distinctions individuelles
- Championnat d'Europe de volley-ball féminin 2001: Meilleure marqueuse.